# ヘキサメチレンジイソシアネート
ヘキサメチレンジイソシアネート（英: Hexamethylene diisocyanate、HDI）は、脂肪族ジイソシアネートの一種。2000年の生産量は、イソホロンジイソシアネートとあわせてイソシアネート市場の3.4%である。
脂肪族ジイソシアネートは、紫外線による劣化に対する耐性や耐摩耗性に優れたエナメルコーティングに使われ、航空機の外装塗料などに適している。

## 合成
HDIは2段階の方法で合成される
- ホスゲン化:ヘキサメチレンジアミンとホスゲンとを反応させて、粗製HDIを作る。
- 精製: 蒸留により、HDIを精製する。

## 性質
HDIは対称分子であり、反応性の等しい2つのイソシアネート基を有する。
水との混触により分解し、アミンやポリ尿素を生じる。酸、塩基、アルコール、アミン、酸化剤とは激しく反応し、火災・爆発のおそれがある。皮膚や眼に対する腐蝕性がある。日本の消防法では危険物第4類・第3石油類、毒物及び劇物取締法では劇物に分類される[1]。

## 用途
HDIはポリウレタン樹脂を製造する際の硬化剤として利用され、これによってつくられたポリウレタンは、主にウレタン系塗料として使われている。ポリウレタンはこの他、塗膜、印刷インキ、接着剤やエラストマー（台車の車輪、ベルトコンベアのベルト等）などにも使われています。[3]

## 安全性
HDIは眼、皮膚、気道を刺激する。許容濃度をはるかに超えると呼吸器感作を起こすことがある。吸入すると灼熱感、咳、息苦しさ、息切れ、咽頭痛を生じ、皮膚に付くと発赤、皮膚熱傷、水疱、眼に入ると発赤、痛み、眼瞼腫脹を生じる。[3]
急性毒性：経口
ラットのLD50は、105-960 mg/kg、710 mg/kg、746 mg/kg、959 mg/kg との4件の報告がある。　　　　　　　　経皮 ウサギのLD50値として、570-599 mg/kg との報告がある。吸入　ラットのLC50値 (4時間) として、8.7 ppm、18.2 - 50.8 ppm、18.2 ppm、22 ppm との報告がある。[5]
皮膚腐食性/刺激性
ウサギを用いた皮膚刺激性試験において、重度の浮腫や紅斑がみられ、適用24時間後には壊死が観察され8日目に回復性はみられなかったとの報告がある 。また、ウサギやモルモットを用いた他の皮膚刺激性試験においても腐食性ありと判断されている。[5]
眼損傷性/刺激性
ウサギを用いた眼刺激性試験において、適用30秒後に両眼の角膜、虹彩、結膜に強度の刺激、適用72時間後に光刺激に対する反応如、出血、虹彩の損傷がみられ回復性はみられなかったとの報告がある。また、ウサギを用いた眼刺激性試験でも眼腐食性物質との結果が得られている。[5]
皮膚感さ性
モルモットを用いた皮膚感作性試験3報において、陽性率はそれぞれ、20/20、14/20、18/20であり、感作性ありと判断されている。[5]
呼吸器感さ性
ヒトにおいて、本物質ばく露による喘息、過敏性肺臓炎発症の報告や、中程度の気道障害の報告がある。また、本物質は日本産業衛生学会において、気道感作性物質の第1群に分類されている。[5]
生殖毒性
ラットを用いた吸入経路での反復投与毒性・生殖毒性併合試験において、親動物毒性がみられる用量においても生殖能、次世代の発生に影響がみられていない。また、ラットを用いた吸入経路での催奇形性試験において、親動物毒性がみられる用量においても胎児に影響がみられていない。[5]
生殖細胞変異原性
in vivoではマウス骨髄細胞の小核試験、in vitroでは細菌の復帰突然変異試験、哺乳類培養細胞の遺伝子突然変異試験で陰性である。[5]
発がん性
国際評価機関による発がん性分類はない。ラットの2年間吸入ばく露発がん性試験で、発がん性は認められなかったとの報告がある。[5]

## 日本の主な適用法令[1]
化審法
　　優先評価化学物質                                                              ：  ヘキサメチレン＝ジイソシアネート
労働安全衛生法
　　表示物質（法第57条、規則第30条別表第二）　 　：　ヘキサメチレン＝ジイソシアネート
　　通知物質（法第57条の2、および法第57条の3）  ：　ヘキサメチレン＝ジイソシアネート
　　安衛則326条の関係（腐食性液体）                            ：　ヘキサメチレン＝ジイソシアネート
　　安衛則594条の2（皮膚等障害化学物質等）            ：　ヘキサメチレン＝ジイソシアネート
労働基準法
　　疾病化学物質                                                                       ：　ヘキサメチレンジイソシアネート
　　（法第75条第2項、施行規則第35条別表第1の2第4号）
化学物質排出把握管理促進法（PRTR法）
　　第一種指定化学物質                                                         ：　ヘキサメチレン＝ジイソシアネート
消防法
　　危険物                                                                                    ：　第4類第3石油類（非水溶性）
毒物及び劇物取締法
　　劇物（別表第二）                                                             ：　ヘキサメチレンジイソシアナート
海洋汚染防止法
　　有害液体物質 (施行令別表第一)                                   ：　Ｙ類物質（ヘキサメチレンジイソシアナート）
大気汚染防止法
　　有害大気汚染物質に該当する可能性がある物質   ：　ヘキサメチレン＝ジイソシアネート